# Isola di Klagenfurt
L'isola di Klagenfurt (in russo: Остров Клагенфурт, ostrov Klagenfurt) è un'isola russa nell'Oceano Artico che fa parte dell'arcipelago della Terra di Francesco Giuseppe.

## Geografia
L'isola di Klagenfurt si trova nella parte centrale della Terra di Francesco Giuseppe; ha una forma a mezzaluna irregolare con una lunghezza massima di 3,5 km a nord-ovest e di 2,5 km a sud-est e una larghezza massima di 1,5 km a nord e 300 m a sud; l'altezza massima è di 210 m s.l.m.
Il territorio è quasi del tutto libero dal ghiaccio. C'è una scogliera nella parte orientale che raggiunge l'altezza massima; il resto dell'isola è composta da roccia arenaria e sono presenti alcuni ruscelli. A pochi metri dall'estremità orientale spunta una piccola roccia alta 20 m.
L'isola di Klagenfurt si trova 6 km a sud della Terra di Wilczek nel golfo di Perseo (залив Персей, zaliv Persej); a sud-ovest ci sono invece le isole di Höchstetter.
L'isola è stata così chiamata in onore della città austriaca di Klagenfurt, capitale della Carinzia.

## Isole adiacenti
- Terra di Wilczek (Земля Вильчека, Zemlja Vil'čeka), a nord.
- Isole di Höchstetter (Острова Гохштеттера, ostrova Gohštetter), 3 isole a sud-ovest.